# Футурама
«Футура́ма» (англ. Futurama) — культовий американський анімаційний серіал, створений на студії «20th Century Fox» Меттом Ґрейнінґом і Девідом Коеном, авторами мультсеріалу «Сімпсони». Дія серіалу відбувається в Новому Нью-Йорку з 3000 року.
У США серіал демонстрували на телеканалі «Fox» з 28 березня 1999 року до 10 серпня 2003 року. 
З січня 2008 року правами на трансляцію «Футурами» в США володіє «Comedy Central».
9 лютого 2022 року стримінговий сервіс «Hulu» замовив 20 нових епізодів (8 і 9 сезони). 8 сезон транслюється з 24 липня 2023 року. 
У листопаді 2023 року «Hulu» продовжив серіал ще на 2 сезони (10 і 11), із 20 епізодами.
В Україні показ йшов на телеканалі «M1» з 14 квітня 2007 до 18 квітня 2009 року.
З 2010 до 2017 року транслювався на каналі «QTV». 
З 2018 до 2019 року транслювався телеканалом «НЛО TV».

## Сюжет
Серіал розпочинається з того, що розвізник піци з Нью-Йорка Філіп Фрай випадково був заморожений у кріогенній камері в новорічну ніч на 1 січня 2000 року і розморожений через тисячу років, 1 січня 3000 року в місті Новий Нью-Йорк. Фрай намагається уникнути примусового призначення на роботу посильним, і це закінчується його влаштуванням на роботу (все ж таки посильним) у невелику компанію Міжпланетний експрес, яка займається міжгалактичними перевезеннями вантажів. Серіал демонструє пригоди Фрая і його колег під час доставлення вантажів, а також у повсякденному житті.

### Персонажі
|                                                   |            |               |                |
| Біллі Вест                                        | Кеті Сагал | Джон ДіМаджіо | Тресс Мак-Нілл |
| Фрай, Г'юберт Фарнсворт, Зойдберґ, Запп Бренніґан | Ліла       | Бендер        | Мама           |
|                                                   |            |               |                |
| Моріс ЛаМарш                                      | Лорен Том  | Філ ЛаМарр    | Девід Герман   |
| Кіф                                               | Емі Вонг   | Гермес Конрад | Сліпень        |

Сюжети «Футурами» обертаються навколо семи персонажів — працівників Міжпланетного експреса.
- Фрай (повне ім'я — Філіп Джей Фрай) — посильний, розвізник піци. Був випадково заморожений у кріогенній камері буквально за кілька секунд до початку 2000 року, що дозволило йому благополучно дожити до 3000 року. Загалом він менш розумний, ніж решта членів команди, хоч іноді проявляє справжню геніальність. Інфантильний, лінивий, простакуватий та часто некомпетентний під час виконання навіть найпростіших завдань. Навколишні з легкістю ним маніпулюють. Попри це, Фрай товариський та здатний на самопожертву заради своїх друзів. Внаслідок часового парадокса став своїм власним дідом і єдиною істотою у Всесвіті, здатною протистояти расі космічних мізків (завдяки відсутності дельта-хвиль в мозкові). Улюблені заняття — відеоігри, телесеріали, сон та споживання солодких газованих напоїв у небезпечних для життя об'ємах. Живе в коморі у квартирі Бендера. Закоханий у Лілу (тривалий час — без взаємності з її боку). Велика частина мультфільму ґрунтується на показі його адаптації до умов XXXI століття і стосунків із друзями.
- Ліла (Тура́нґа Лі́ла) — капітан космічного корабля, найдисциплінованіший та найадекватніший член команди. Позбавлена батьків, більшість серій вірить, що вона — інопланетянка (виглядає як людина, за винятком того, що має лише одне величезне око), і хоче дізнатися про своє походження. Пізніше (у IV сезоні) з'ясовується, що вона не інопланетянка, а дочка мутантів, які живуть в підземних комунікаціях міста, і які віддали її до сирітського притулку в надії, що на неї чекає краще майбутнє. Володіє бойовими мистецтвами, які не соромиться демонструвати за першої ж нагоди. В одязі надає перевагу мілітарі-стилю, що виявляється у її любові до військових черевиків. Регулярно стає об'єктом підвищеної уваги з боку Заппа Бреніґана, з яким мала свого часу стосунки, про що надзвичайно шкодує.
- Бендер (робот-згинач Бе́ндер Згинач Родрі́ґес) — робот, лихослов (улюблений вислів: «Поцілуй мій блискучий металевий зад!», англ. «Bite my shiny metal ass!»), курець, алкоголік (отримує енергію зі спирту), любитель азартних ігор та непристойних розваг, клептоман. Єдине чого він боїться — автоматичний консервний ніж. Також на нього небезпечно діє сильне магнітне поле: під його впливом він безконтрольно співає пісні у стилі фолк. Зроблений у Мексиці. Міг так і не зійти з конвеєра через заводський брак, якби не втручання Гермеса Конрада. Був виготовлений для згинання балок, але покинув свою роботу після того, як дізнався, що ці балки призначені для будок самогубств. Попри це залишився майстром зі згинання, що довів, зігнувши «балку, що неможливо зігнути». Найкращий друг Фрая. Ненавидить практично всіх людей, окрім Фрая і Ліли, хоча часто за його грубими вчинками приховано справжню прив'язаність та майже добрі наміри.
- Професор Г'юберт Фарнсворт — пра-пра-пра-…-пра-пра-племіник Фрая, власник «Міжпланетного експреса». Вік: 160 років (в епізоді «A Clone of My Own» згадується дата його народження — 9 квітня 2841 року). Носить неймовірно товсті (у кілька сантиметрів завтовшки) окуляри, має погану поставу й іноді забуває, з ким або про що говорить, може засинати під час розмови. Як правило, професор з'являється зі словами «Чудові новини!» («англ. Good news, everyone!»); найчастіше, нічого доброго ці новини не віщують. Завжди ходить у капцях і білому халаті. Регулярно конструює геніальні (часом за своєю абсурдністю) винаходи. Серед них варто виділити нюхоскоп, що дозволяє відчувати запах в будь-якому куточку Всесвіту; кнопку, що переміщує її власника на 10 секунд в минуле; паралельний Всесвіт в картонній коробці. Найгеніальнішим своїм винаходом сам вважає «подовжувач пальця» (рукавицю з довжелезним вказівним пальцем). Колекціонує пристрої «Судного дня», здатні знищити Всесвіт, які сам же і створює. Люто ворогує зі своїм колишнім учнем доктором Огденом Вернстромом.
- Гермес Конрад — діловод ямайського походження, дуже любить порядок. Олімпійський чемпіон з лімбо. Керує справами «Міжпланетного експреса» — до його компетенції входить оплата рахунків, захист компанії в суді та розсилка родичам повідомлень про смерть працівників. На відміну від усталеного стереотипу щодо ямайців, щирий працелюб, прихильник виконання всього у повній відповідності до правил. Часто робить догани персоналу за недостатньо наполегливе виконання своїх обов'язків. В окремих випадках може покарати й себе самого аж до звільнення з посади. Через регулярне споживання традиційних гострих ямайських страв його плоть стала настільки їдкою, що здатна розплавити метал. Одружений, має сина. Спочатку цей персонаж називався Декстер і не мав ямайського акценту; проте згодом це було змінено.
- Зойдберґ (доктор Джон Зойдберґ) — схожий на омара інопланетянин з планети Декапод-10, що надає команді (як самопроголошений експерт у людській медицині) некомпетентну медичну допомогу. Як не дивно — талановитий хірург, що здатний трансплантувати будь-яку частину людського тіла (от тільки, як правило, — не туди, куди потрібно). Тіло Зойдберґа складено з різних морських створінь: він має клешні, як у краба, виділяє чорнило, як восьминіг, створює перлини, як двостулковий молюск. Під час періоду спарювання стає неконтрольовано агресивним через гормональний дисбаланс. Почувається самотнім. Не має власного житла, знаходить притулок у сміттєвому баку. Завжди без грошей. Їсть будь-які відходи. Давній друг Професора.
- Емі Вонг — стажистка «Міжпланетного експреса» (насправді її тримають у компанії, тому що її група крові збігається з групою крові професора) і є спадкоємицею половини території Марса. Її батьки одержали у володіння половину планети завдяки операції, що пародіює колоніальну експлуатацію «кольорових». Як правило, вона одягнена провокативно, відверто. Зробила пластичну операцію для зниження симпатичності, хоча, як виявилося пізніше — в дитинстві страждала надмірною вагою. Легковажна та часом не надто кмітлива, що не завадило їй закінчити Марсіанський університет та захистити докторський ступінь в галузі прикладної фізики.

### «Міжпланетний експрес»
«Міжпланетний експрес» (англ. Planet Express) — компанія з доставлення вантажів, яку її власник, професор Фарнсворт, використовує як джерело фінансування своїх «досліджень» і «винаходів». Девіз компанії (згадується в рекламному ролику): «Нашу команду можна замінити, вашу посилку — ні!». Корабель (озвучка: Сігурні Вівер) виступає одним з головних героїв серії «Love and Rocket». У цій серії Бендер закохується у штучну особистість корабля.
Час від часу, професор нібито випадково згадує про попередню команду (або кілька команд), які загинули під час виконання своєї роботи. Наприклад, у першому епізоді під час прийняття Фрая на роботу згадується попередня команда, яку нібито поглинула космічна оса. В епізоді «The Sting» героїв посилають із завданням, яке коштувало життя попередній команді; вони знаходять корабель, екіпаж якого був убитий гігантськими космічними бджолами під час спроби зібрати космічний мед.
Пілотом космічного корабля, що також називається «Міжпланетний експрес» є капітан Ліла, Бендер виконує роль кухаря, Фрай — посильного. Емі та доктор Зойдберґ приєднуються до команди в разі необхідності. Корабель оснащений автопілотом і бортовим комп'ютером зі штучним інтелектом. Практично кожне завдання, що виконується командою, є небезпечним для життя або швидко стає таким.
Корабель Міжпланетного експреса (англ. Planet Express Ship) спроектований і збудований професором Х'юбертом Фарнсвортом. Єдиний транспортний засіб компанії-перевізника «Міжпланетний експрес». Зазвичай капітаном і пілотом корабля є Туранґа Ліла, Фрай і Бендер — члени екіпажу. Офіційна посада Фрая — посильний, хоча інколи він виконує роль стрільця з лазерної гармати. Бендер спочатку був корабельним коком, але згодом почав виконувати й різні допоміжні роботи.
Керувати кораблем також вміють Гермес і Емі, хоча зазвичай вони не супроводжують команду в місіях. Вміння Фрая керувати кораблем варіюються від серії до серії: Фрай вільно пілотує в серії «The Cryonic Woman», пізніше нібито втрачає навички («Amazon Women in the Mood», «The Birdbot of Ice-Catraz»), але знов набуває їх у «Time Keeps on Slippin'».
Оскільки професор постійно дає команді небезпечні, часом самовбивчі завдання, корабель є дуже швидким і добре озброєним. Швидкість руху корабля перевищує швидкість світла, ця можливість досягається через те, що корабель стоїть на місці — двигун рухає всесвіт, пояснення озвучує К'юберт Фарнсворт в серії «A Clone of My Own». Завдяки цьому, завдання з доставки, як правило, виконуються протягом одного дня. У «The Route of All Evil» команда здійснює подорож на край Всесвіту — разом з поверненням на Землю вона триває один тиждень.
На додачу до швидкості, корабель «Міжпланетного експреса» відзначається великою витривалістю. В серії «The Deep South» він опиняється на дні океану і витримує тиск у кілька сотень атмосфер. Крім того, корабель неодноразово виходить майже неушкоддженим із досить серйозних аварій.
Теперішній корабель не є першим транспортним засобом «Міжпланетного експреса» — його попередник загинув разом з попередньою командою під час виконання місії зі збирання космічного меду (це з'ясовується в серії «The Sting»). Також існує мініатюрна версія корабля, яку професор використовує для проникнення всередину тіла Фрая у серії «Parasites Lost», та іграшкова моделька, з якою професор приймає ванну.
Корабель брав участь у захисті Землі від нападу омікроніанців (серія «When Aliens Attack»), у безглуздому нападі Заппа Бренніґана на Нейтральну планету («Brannigan Begin Again»), у порятунку природи Плутона від розлитої плями «темної матерії» («The Birdbot of Ice-Catraz»). Також корабель рятував Всесвіт у серії «Time Keeps on Slippin'» і персонажів серіалу «Зоряний Шлях» у «Where No Fan Has Gone Before». Деякі з незвичних вантажів, які перевозив корабель, включали бомбу, призначену для знищення велетенської кулі зі сміття («A Big Piece of Garbage»), нагороду для Міс Всесвіт («The Lesser of Two Evils»), контрабандні зубинські сигари («Bender Gets Made»), «поплерси» у («The Problem with Popplers») і цукерки у формі серця для омікроніанців («Love and Rocket»).
Корпус корабля має майже краплеподібну форму. Лазерна гармата розташована в верхній частині. Нижня частина оснащена трійчастими шасі, в яких передня частина являє собою сходи. З обох боків розташовані торпедні апарати. Двигуни, що живляться «темною матерією», знаходяться у хвостовому відсіку. Корабель пофарбований у світло-зелений колір (попередній корабель, як видно в серії «The Sting», був темно-сірий).

#### Внутрішні приміщення

Ліла і Фрай у рубці корабля

Каюта Фрая і Бендера

Рубка — тут зосереджені засоби керування кораблем.
Каюти — каюта Ліли є досить просторою, має в собі комод і ліжко. Фрай і Бендер ділять між собою маленьку каюту з двома гамаками, підвішеними один над одним.
Пральня — одного разу перетворюється на карцер, але в основному використовується за призначенням.
Камбуз — тут Бендер подає їжу. Часто використовується як кімната відпочинку.
Комп'ютерна камера — тут знаходяться модулі пам'яті, на яких записано штучний інтелект корабельного комп'ютера.
Вантажний відсік — розташований в нижній частині.
Реакторна камера — тут знаходяться двигуни, що живляться «темною матерією».
Підвал — показується лише в серії «Why Must I Be a Crustacean in Love?» — в ньому Фрай проводить зайняття з мистецтва залицяння з доктором Зойдберґом. У підвалі встановлена класна дошка і невеличкий автомат з продажу Сьорбу.

#### Обладнання
- Система штучної гравітації
- Автоматична кавоварка
- Мікрохвильова піч
- Лебідка з діамантовою линвою
- Двигуни
- Клітка для лева
- Реактор
- Штучний інтелект
- Цифровий хронограф[9][10]

## Місце дії
Місце дії серіалу використовується як зручне тло для гумору і сатири на сучасне суспільство, а також для пародіювання жанру наукової фантастики.
Для досягнення цієї мети автори іноді свідомо допускають суперечності між епізодами. Наприклад, в одному з них ідеться про те, що глобальне потепління Землі було в минулому зведене нанівець ядерною зимою, тим часом як сюжет іншого епізоду заснований на проблемі глобального потепління, що й досі триває.
Ретро-футуристичний світ «Футурами» — це не утопія, але й не антиутопія. Світ майбутнього тут не зображується ідеальним, люди як і раніше мають справу з багатьма основними проблемами XX століття. Майбутнє в серіалі багато в чому схоже на сьогодення: ті самі політичні фігури й знаменитості залишаються живими у вигляді голів у скляних банках; телебачення є основним засобом розваг; Інтернет, як і раніше, повільний і заповнений порнографією і спамом, залишається проблема глобального потепління, бюрократії, алкоголізму тощо.
Расові проблеми 3000 року зосереджені навколо взаємин між людьми, інопланетянами та роботами. Особливе місце на Землі займає проблема величезної чисельності роботів (таких як бездомні роботи або малолітні роботи-сироти); зазвичай вони досить ледачі, брутальні й часто не бажають допомагати своїм творцям — людям.
Проте світ «Футурами» демонструє ряд технологічних покращень, розроблених до 3000 року. Колесо повністю витіснила технологія, що дозволяє транспорту літати; у XXXI століття люди вже не знають, що таке колесо. Крім роботів, космічних кораблів і летючих будівель професор Фарнсворт презентує безліч нових винаходів, таких як «нюхоскоп», машина «а-що-якби» і «парабокс». Серед інших інновацій XXXI століття можна назвати будки самогубств (у першому епізоді серіалу згадується, що вони працюють з 2008 року), Сойлент-колу, до якої додають людські рештки (назву взято з фантастичного фільму «Зелений сойлент»), а також енергетичний напій Сьорб (Slurm), що виготовляється з виділень величезного черв'яка.

### Лінгвістика

«Іншопланетний» алфавіт 1 та його еквівалент латинською абеткою.

Всесвіт «Футурами» також робить кілька прогнозів стосовно майбутнього лінгвістики. В епізоді «A Clone of My Own» (і «Space Pilot 3000») згадується, що французька мова (в українській версії — іврит) вже є мертвою і що офіційною мовою французів стала англійська (у французькому перекладі «Футурами» як мертва мова згадується німецька).
У написах на задньому плані часто використовуються два «іншопланетні» абетки. Перший являє собою просту заміну латинських літер іншими символами, другий — набагато складніший код, що базується на принципі модульного складання («кожна літера дорівнює сумі всіх попередніх літер і поточної літери»).

### Міжгалактичні зв'язки
Демократичне утворення планет (ДУПА, Democratic Order of Planets, DOOP) було створено 2945 року, після Другої галактичної війни (пряма паралель зі створенням Організації Об'єднаних Націй 1945 року після Другої світової війни). До союзу входить Земля і безліч інших світів. Мешканці планети Омікрон Персей VIII доволі часто вступають у конфлікт з ДУПА. Логотип DOOP має поворотну симетрію.

## Математика і фізика
У квітні 2004 року журнал Math Horizons опублікував статтю Futurama Math: Mathematics in the Year 3000, в якій обговорюються математичні та фізичні алюзії у  «Футурамі». Деякі з них:
- У серії «A Fishful of Dollars» Фрай дізнається, що 93 центи на його банківському рахунку зросли за 1000 років зі ставкою приблизно у 2,25 % у рік до суми в 4,3 млрд дол., що відповідає дійсності.
- Серійний номер Бендера і номер на борту корабля «Німб» — 1729. Це так зване число Рамануджана—Гарді (найменше число, що може бути представлене у вигляді суми двох кубів двома способами).
- У серії «The Lesser of Two Evils» Бендер і Флексо сміються з того, що обидва їхні ідентифікаційні номери (2716057 і 3370318) також виражаються у вигляді суми двох кубів. Втім, перше число розкладається лише на суму кубів додатного і від'ємного числа: 2716057 = 9523 + (−951)3, отже є радше різницею кубів. Проте, формально Бендер має рацію.
- У серії «The Luck of the Fryrish» є посилання на принцип невизначеності Гейзенберґа: екіпаж Planet Express робить ставки на перегонах, результат вимірюється електронним мікроскопом, і професор Фарнсворт заперечує: «Нечесно! Ви спотворили результат вимірюванням!».
- У одній із серій зображено пиво «Klein», що продавалося в пляшці Кляйна.
- У серії «A Clone of My Own» клон професора лагодить двигун судна Planet Express, заявляючи що «корабель стоїть на місці, а двигун пересуває Всесвіт». У тому ж епізоді професор Фарнсворт говорить, що придумав цей двигун уві сні, а в другому сні забув як він влаштований.
- В одному з епізодів показаний приступ Гексакосіойгексаконтагексафобії. Тоді робот злякався відображення у дзеркалі символів «0101100101» (10100110102 = 66610)
- У квартирі Фрая та Бендера є напис мовою програмування BASIC:

```
10
 
HOME

20
 
SWEET

30
 
GOTO
 
10

```

(укр. Дім, милий дім)
- Також в епізоді із весіллям роботів у церкві над вівтарем було написано заповідь на BASIC:

```
10
 
SIN

20
 
GOTO
 
HELL

```

(укр. Згрішив — перейди до пекла)
- Футуристичність багатьох знайомих речей досягається шляхом додавання їм ще одного виміру: 3-вимірний більярд, «Madison CUBE Garden» замість «Madison SQUARE Garden» (куб замість квадрату), «Бермудський тетраедр» замість Бермудського трикутника та ін.

## Створення серіалу
«Футурама» одержала своє ім'я від павільйону фірми General Motors на виставці New York World's Fair 1939 року, на якому демонструвались бачення майбутніх технологій.
Спочатку персонаж, на ім'я Філіп Дж. Фрай повинен був називатися Кертіс, але його ім'я було змінено на честь Гартмана.
Космічні кораблі та задній план у багатьох сценах були зроблені з використанням тривимірної комп'ютерної графіки. Сцени спочатку малювалися вручну, а згодом переносилися у 3D. Це забезпечувало збереження правильної геометрії оточення і персонажів під час руху камери (наприклад, на початку кожній серії, коли камера облітає будівлю Міжпланетного експреса).
«Футурама» іноді містить алюзії на «Сімпсонів» і навпаки. У першій серії Фрай пролітає по підводній транспортній трубі та бачить триоку рибу Блінкі з «Сімпсонів». В одному з ранніх епізодів «Футурами» екіпаж відправляють у космос для знищення великої кулі сміття. Серед сміття Бендер знаходить ляльку, що зображає Барта Сімпсона і вимовляє «З'їж мої шорти». Бендер з'їдає шорти й говорить: «Мммм, шорти!», імітуючи манеру Гомера Сімпсона. У звуковому коментарі до DVD Метт Ґрейнінґ пояснює, що мав намір зробити «Сімпсонів» телевізійним шоу у світі «Футурами», і навпаки — «Футурама» мала стати телешоу у світі «Сімпсонів». Втім, так воно й вийшло: в одній з серій «Сімпсонів» Писклявий Підліток кидається з гори зі словами «Чому вони закрили Футураму?!»

## DVD-фільми
27 листопада 2007 року вийшов фільм «Футурама: Велика оборудка Бендера» — перший із чотирьох повнометражних фільмів, дія яких відбувається у всесвіті «Футурами». Автори сценарію: Кен Кілер і Девід Коен. Режисер: Двейн Кері-Хілл. В озвучці взяли участь всі основні актори, залучені в серіалі. Фільм було видано тільки на DVD у стандартній і високій чіткості.
Випуск другого фільму «Футурама: Звір з мільярдом спин» відбувся 24 червня 2008 року. Третій повнометражний фільм «Футурама: Гра Бендера» вийшов у форматах DVD і Blu-ray 3 листопада 2008 року у Великій Британії, 4 листопада в США та 10 грудня в Австралії. Четвертий фільм «Футурама: У дику зелену далеч» було також випущено на DVD і Blu-ray 23 лютого 2009 року.

## Відродження
Оскільки жодних нових проєктів «Футурами» на той момент розпочато не було, фільм «У дику зелену далечінь» вважався фіналом серіалу. Утім Метт Ґрейнінґ висловив бажання продовжувати франчайз «Футурама» у певній формі, включаючи, можливо, кінофільм. У своєму інтерв'ю каналу CNN Ґрейнінґ заявив, що стосунки виробничої команди з Comedy Central були та є чудовими, проте питання створення нових серій залишається відкритим.
9 червня 2009 року канал Comedy Central підтвердив заплановане виробництво 26 нових півгодинних серій, які вийшли в етер у червні 2010 року. Спочатку було оголошено про участь у нових серіях основних голосових акторів (Веста, Дімаджіо, Сейґал), проте 17 липня 2009 року надійшло повідомлення про повну заміну акторського складу через небажання компанії «20th Century Fox Television» задовольнити вимоги акторів щодо заробітної платні..
У повідомленні в групі «Врятуйте голоси Футурами» в мережі Facebook Моріс Ламарш оголосив, що оригінальний акторський склад справді братиме участь в озвученні нових 26 серій. Пізніше підтвердження цього факту було також надруковане в газеті «Торонто стар». У той же час Коен і Ґрейнінґ відправили прихильникам серіалу електронний лист із повідомленням про участь у серіалі Веста, Дімаджіо, Сейґал, Ламарша, Макнілл, Том, Ламарра і Германа.
У серпні 2009 року Девід Коен повідомив газеті «Ньюздей», що в цей час дві серії перебувають у стадії озвучення і сценарії шістьох наступних — у роботі. Назва першої серії (прем'єра в США відбулася 24 червня 2010 року) — «Rebirth» (укр. «Відродження»).
9 лютого 2022 року стало відомо, що стримінговий сервіс Hulu замовив 20 нових епізодів. Над продовженням працювали автори Метт Ґрейнінґ та Девід Коен, а також оригінальна група озвучування. Продовження вийшло на стримінгу з 24 липня 2023 року.

## Запрошені зірки

### Сезон 1
- «Space Pilot 3000»
  - Дік Кларк у ролі самого себе
  - Леонард Німой у ролі самого себе
- «Рибка, повна грошви»
  - Памела Андерсон у ролі самої себе
- «Великий шмат сміття»
  - Рон Попеїл у ролі самого себе
- «Пекло — це інші роботи»
  - Ден Кастелланета у ролі Робота-Диявола
  - Майк Даймонд у ролі самого себе
  - Адам Горовіц у ролі самого себе
- «Фрай і фабрика Сьорбу»
  - Памела Андерсон у ролі Діксі

### Сезон 2
- «Голова на виборах»
  - Клаудія Шиффер у ролі самої себе
- «Різдвяна історія»
  - Джон Гудмен у ролі Робота-Санти
  - Конан О'Брайан у ролі самого себе
- «Менше з двох зол»
  - Боб Баркер у ролі самого себе
- «Розлючений Бендер»
  - Річ Літтл у ролі самого себе
- Нора Данн
- Донован
- Паркер Поузі
- Філ Гендрі
- Альберт Ґор
- Гарі Гейджакс
- Стівен Гокінг
- Нішель Ніколс
- Тодд Сасмен
- Сара Сільверман
- Полі Шор

### Сезон 3
- Беа Артур
- Куліо
- Том Кенні
- Філ Гендрі
- Джен Гукс
- Генк Азарія
- Бампер Робісон
- Бек
- Люсі Лью
- Генк Аарон
- Боб Уекер

### Сезон 4
- Сігурні Вівер
- Філ Гендрі
- Бампер Робісон
- Том Кенні
- Альберт Ґор
- Боб Оденкірк
- Вільям Шатнер
- Нішель Ніколс
- Леонард Німой
- Волтер Коеніг
- Джордж Такеї
- Джонатан Фрейкс
- Розанна Барр
- Ден Кастелланета

### DVD фільми

#### Велика «оборудка» Бендера
- Куліо
- Альберт Ґор
- Марк Гемілл
- Том Кенні
- Сара Сільверман

#### Звір з мільярдом спин
- Ден Кастелланета
- Девід Кросс
- Стівен Гокінґ
- Бріттані Мерфі

#### Гра Бендера
- Річ Літтл
- Джордж Такеі
- Гарі Гейджакс

#### В дику зелену далину
- Снуп Догг
- Філ Гендрі
- Сет Макфарлейн
- Пенн Джилетт
- Реймонд Теллер

## Дубляж та закадрове озвучення
Українською мовою мультсеріал перекладено та озвучено:
- студією «Пілот» (дублювання 1—4 сезонів) на замовлення телеканалу «M1» 2007 року[5];
- «ISP Film» (закадрове озвучення 5—7 сезонів) на замовлення каналу «QTV» у 2010—2013 роках;
- студією «Так Треба Продакшн» (дублювання 5—7 сезонів) на замовлення телеканалу «НЛО TV» у 2017—2018 роках.

Ролі озвучували та дублювали: Микола Карцев, Євген Малуха, Юрій Кудрявець, Володимир Терещук і Ганна Левченко
У липні 2023 року спільнота сайту «Simpsonsua.tv» оголосила про початок неофіційного озвучення нових серій мультсеріалу (з 8 сезону) за участю 3 акторів офіційного дубляжу: Євгена Малухи, Юрія Кудрявця і Ганни Левченко. Озвучені епізоди доступні для користувачів сайту через кілька днів після прем'єри у США.

## Нагороди
| Отримані | Номінації | Номінації |
| --- | --- | --- |
| Премія «Енні»: - Видатне індивідуальне досягнення в режисурі анімаційної телевізійної програми - 2000 — Браян Шизлі за серію «Why Must I Be a Crustacean in Love?» - Видатне індивідуальне досягнення в озвучуванні анімаційної телевізійної програми (чоловіки) - 2001 — Джон ДіМаджіо за роль Бендера у серії «Bendless Love» - Видатне індивідуальне досягнення у написанні сценарію анімаційної телевізійної програми - 2001 — Рон Вайнер за серію «The Luck of the Fryrish» - Видатна режисура анімаційної телевізійної програми - 2003 — Річ Мур за серію «Roswell That Ends Well» Премія «Еммі»: - Видатне індивідуальне досягнення в анімації - 2000 — Барі Кумар (колорист) за серію «A Bicyclops Built for Two» - 2001 — Родні Клауден (художник) за серію «Parasites Lost» - Видатна анімаційна програма - 2002 — «Roswell That Ends Well» Премія «Environmental Media»: - Комедія — Телевізійний серіал - 2000 — «The Problem with Popplers» Премія Гільдії сценаристів Америки: - Анімація - 2003 — Кен Кілер за серію «Godfellas». | Премія «Енні»: - Видатне досягнення у створенні анімаційної телевізійної програми - 1999 — «Футурама». The Curiosity Company у співробітництві з 20th Century Fox Television - Видатне індивідуальне досягнення в написанні сценарію анімаційної телевізійної програми - 1999 — Кен Кілер за серію «The Series Has Landed» - Видатне досягнення у створенні анімаційної програми прайм-тайм класу - 2000 — «Футурама». The Curiosity Company у співробітництві з 20th Century Fox Television - Видатне індивідуальне досягнення в режисурі анімаційної телевізійної програми - 2000 — С'юзі Діттер за серію «A Bicyclops Built for Two». - Видатне досягнення у створенні анімаційної програми прайм-тайм класу - 2001 — «Футурама». The Curiosity Company у співробітництві з 20th Century Fox Television - Видатне досягнення у створенні анімаційної телевізійної програми - 2003 — «Футурама». The Curiosity Company у співробітництві з 20th Century Fox Television - Видатне музичне оформлення анімаційної телевізійної програми - 2004 — Кен Кілер за серію «The Devil's Hands Are Idle Playthings» - Видатний сценарій анімаційної телевізійної програми - 2004 — Патрік Веррон за серію «The Sting». | Премія «Еммі»: - Видатна анімаційна програма - 1999 — «A Big Piece of Garbage» - 2001 — «Amazon Women in the Mood» - 2003 — «Jurassic Bark» - 2004 — «The Sting» - Видатні музика і слова пісні - 2004 — Пісня «I Want My Hands Back» у серії «The Devil's Hands Are Idle Playthings» Премія Неб'юла: - Найкращий сценарій - 2004 — Девід А. Гудмен за серію «Where No Fan Has Gone Before» Премія Гільдії сценаристів Америки: - Анімація - 2004 — Патрік Веррон за серію «The Sting» |